# Parsifal (pel·lícula)
Parsifal és una pel·lícula espanyola de 1951, fruit de l'obstinació d'un melòman wagnerià acèrrim, Daniel Mangrané. És un dels films més insòlits de la dècada del 1950, una superproducció amarada d'un enfollit romanticisme, rodada als estudis Orphea de Barcelona i a Montserrat, la muntanya sagrada que custodia el Sant Graal.

## Història
Versión libre de Daniel Mangrané de los antiguos poemas y leyendas del Santo Grial y del Festival Sagrado de Ricardo Wagner, anuncien els crèdits de Parsifal. Mangrané, l'autor d'aquest insòlit film, era tortosí, fill d'un tità de la indústria de l'oli, home culte, poliglot i melòman irreductible, que després de la Guerra Civil Espanyola havia començat a treballar a la distribuïdora cinematogràfica Selecciones Huguet/Selecciones Capitolio, que el seu pare havia comprat en temps de la República. A partir d'aquell moment, l'empresa es va dedicar també a la producció.

## Context
Fruit de la passió wagneriana de Mangrané, Parsifal es va convertir en l'obra més cara i ambiciosa de la seva època. Aquest melòman va tenir l'encert d'envoltar-se d'un equip tècnic i artístic de primera: el director de fotografia Cecilio Paniagua, el músic Ricard Lamote de Grignon per fer-se càrrec dels arranjaments de l'òpera de Wagner, el pintor José Caballero per a l'elaboració dels decorats, un parell d'estrelles internacionals (l'actriu i ballarina Ludmila Tcherina, que interpreta la mare del protagonista i la deletèria Kundria, i el galant mexicà Gustavo Rojo) i un director de talent i forta empremta experimental, Carlos Serrano de Osma, que seria el responsable de la textura visual de l'obra. Mangrané es va cenyir al treball amb els actors. Parsifal es va rodar, entre el 21 de maig i el 3 de setembre de 1951, als estudis Orphea de Barcelona, amb exteriors a Montserrat.

## Argument
En un intent d'aproximar les llegendes del Sant Graal al seu temps, Percival comença (i acaba) amb imatges modernes en les quals es lliura una Tercera Guerra Mundial. Dos soldats perduts entren en un monestir en ruïnes, on troben un llibre que explica la història de Parsifal, les pàgines del qual seran el llarg flashback que ens endinsarà a l'Espanya del segle v, envaïda pels bàrbars. Un d'ells, Roderico, és mort a traïció per Klingsor. La seva dona aconsegueix fugir i dona a llum un nadó a les muntanyes. El petit es queda orfe als quatre anys i el crien els llops. Ja adult, aquest nen, Percival, tindrà una missió divina per complir, que passarà per lliurar batalles, venjar-se de l'assassinat del pare i trobar el Sant Graal a la muntanya de Montserrat. Un heroi que neix pur, incontaminat i salvatge com Tarzan. Al final del trajecte, moment en el qual s'intensifica la bafarada cristiana que recorre tot el film, hi apareix com una mena de Jesús.

## Anàlisi
Estèticament, Parsifal és un prodigi d'inventiva, una irresistible mixtura de troballes fílmiques que remeten al Cecil B. DeMille del cartró pedra i de l'alè èpic de The Crusades (1935), al Fritz Lang de Els nibelungs (1924), a Leni Riefenstahl i a l'espiritualitat i l'atmosfera arrauxadament romàntica pròpia dels films d'alta muntanya: cels, núvols i boires d'atordidora bellesa. Fins i tot, en algunes preses de rostres o siluetes on es forcen els angles, a l'Eisenstein d'Ivan el terrible (1944). Sense oblidar l'accent oníric d'alguns moments gairebé avantguardistes, com les fulgurants escenes del Jardí dels Pecats Capitals. Res a veure, doncs, amb el cinema d'estampeta que l'espectador consumia habitualment.

## Repartiment[2]
- Gustavo Rojo: Percival
- Ludmilla Tchérina: Kundry, mare de Percival
- Félix de Pomés: Klingsor
- Jesús Varela: Nan
- Ángel Jordán: Roderico
- José Luis Hernández: Percival jove
- Teresa Planell: Dona gran
- Alfonso Estela: Anfortas
- Carlo Tamberlani: Gurnemancio
- José Tuset: Primer soldat
- Victoriano González: segon soldat
- José Manuel Pinilla: cap de l'horda
- Lupe de Molina: La captiva
- José Bruguera: Titurell
- José Sayans: Gawan
- Carmen de Lirio: La supèrbia
- Carmen Zaro: L'avarícia
- Josefina Ramos: La luxúria
- Nuria Alonso: La ira
- Toni Doménech: La gola
- Elena Montevar: L'enveja
- Rosa Manero: La mandra
- Ricardo Fusté: Noble ancià

## Nominacions
L'any 1952 la pel·lícula va estar nominada al Gran Premi del Jurat al Festival Internacional de Cinema de Canes.
Cercle d'Escriptors Cinematogràfics.
| Any  | Categoria         | Personatge                 | Resultat  |
| ---- | ----------------- | -------------------------- | --------- |
| 1951 | Millor fotografia | Cecilio Paniagua Rodríguez | Guanyador |
| 1951 | Premi Especial    | Parsifal                   | Guanyador |